# Kazuki Yamaguchi (fodboldspiller, født 1995)
 For alternative betydninger, se Kazuki Yamaguchi. (Se også artikler, som begynder med Kazuki Yamaguchi)
Kazuki Yamaguchi (født 15. maj 1995) er en japansk fodboldspiller, som spiller for den japanske fodboldklub Shonan Bellmare.